# Nectogale elegans
El musgaño tibetano (Nectogale elegans) es una especie de mamífero soricomorfo de la familia Soricidae. Es la única especie su género.

## Distribución
Es propio de Asia, encontrándose en China, India, Birmania y Nepal.